# Светско првенство у хокеју на леду 1965.
Светско првенство у хокеју на леду 1965. (фин. Jääkiekon maailmanmestaruuskilpailut 1965) било је 32. по реду такмичење за титулу светског првака у хокеју на леду у организацији Светске хокејашке федерације (ИИХФ). Европске селекције уједно су се такмичиле и за титулу 43. првака Европе. Турнир се одржавао у периоду од 3. до 14. марта 1965. у 4 финска града, елитна група се играла у Тампереу, а турнир групе Б у Туркуу, Рауми и Порију. Био је то први пут да је Финска организовала турнир светског првенства у хокеју на леду. 
Као и ранији хгодина задржан је систем поделе учесника по квалитетним дивизијама, а на првенству је учествовало 15 репрезентација. Екипе су биле подељене у две дивизије, у елитној дивизији се налазило 8 тимова, а у Б дивизији 7 екипа. Од овог првенства уведен је систем релегације и промоције, што значи да последњепласирана екипа из А дивизије у наредној сезони наступа у нижем рангу такмичења и обрнуто. 
Титулу светског првака, своју пету по реду, освојила је селекција Совјетског Савеза. Сребрна медаља припала је репрезентацији Чехословачке, док су бронзу освојили репрезентативци Шведске. Репрезентација Канаде је по трећи пут за редом остала без медаље.
Најефикаснији играч првенства био је нападач чехословачког тима Јозеф Голонка са учинком од 14 поена (6 голова и 8 асистенције). На укупно одиграних 28 утакмица постигнут је 221 погодак, или у просеку 7,89 голова по утакмици. Све утакмице у просеку је посматрало 6.392 гледалаца (укупно 178.960 гледалаца).

## Учесници светског првенства
На првенству је учествовала укупно 15 репрезентација подељених у две квалитетне дивизије. Распоред по дивизијама је одређен на основу пласмана на СП 1964. У дивизији А такмичило се 8, а у дивизији Б 7 репрезентација. 
| Дивизија А - Источна Немачка - Канада - Норвешка - Сједињене Државе - Совјетски Савез - Финска - Чехословачка - Шведска | Дивизија Б - Аустрија - Велика Британија - Западна Немачка - Југославија - Мађарска - Пољска - Швајцарска |

## Квалификације за А дивизију
У квалификацијама за дивизију А учествовала су три тима, а такмичење се одвијало у два кола. Победник квалификација добио је прилику да игра у елитној дивизији док су преостала два тима изборили право директног наступа у нижем рангу такмичења.
Прво коло квалификација
| 18. децембар 1964. | Аугзбург | Западна Немачка | 2 : 8 | Швајцарска      | 1:2, 0:2, 1:4 |
|                    |          |                 |       |                 |               |
| 20. децембар 1964. | Берн     | Швајцарска      | 2 : 7 | Западна Немачка | 0:2, 1:4, 1:1 |
|                    |          |                 |       |                 |               |
| 3. јануар 1965.    | Женева   | Швајцарска      | 6 : 7 | Западна Немачка | 1:3, 4:2, 1:2 |

Финална рунда квалификација
| 2. март 1965. | Раума | Норвешка | 5 : 4 | Западна Немачка | 1:2, 0:2, 1:4 |

## Квалификације за дивизију Б
У квалификацијама за дивизију Б учествовале су 4 екипе које су у директним дуелима одредиле учеснике друге дивизије. Поражене екипе су обезбедиле учешће у квалификацијама за наредну годину.
| 19. новембар 1964. | Ђенова         | Италија          | 2 : 3 | Мађарска         | 0:0, 1:1, 1:2 |
|                    |                |                  |       |                  |               |
| 26. новембар 1964. | Будимпешта     | Мађарска         | 2 : 2 | Италија          | 1:0, 1:1, 0:1 |
|                    |                |                  |       |                  |               |
| 5. децембар 1964.  | Лондон         | Велика Британија | 8 : 2 | Француска        | 1:1, 3:1, 4:0 |
|                    |                |                  |       |                  |               |
| 12. децембар 1964. | Булоњ Бијанкур | Француска        | 3 : 2 | Велика Британија | 0:0, 1:0, 2:2 |

## Резултати групе А
Утакмице елитне групе првобитно је требало да се играју у главном граду Хелсинкију чије власти су се биле обавезале да ће за потребе светског првенства да финансирају градњу затворене ледене дворане. Како градске власти нису успеле да остваре задати циљ Финска је била на корак од одузимања домаћинства првенства. У последњем тренутку градске власти града Тампереа успеле су да издејствују пребацивање домаћинства такмичења у свој град. Градске власти Тампереа, града који има богату хокејашку традицију и у ком делују два познтата хокејашка тима − Илвес и Тапара −  обезбедиле су средства за градњу затворене дворане и Финска је тако и званично добила организацију првенства. 
Последњепласирана екипа у групи у наредној години испала је у нижи ранг такмичења.
| №  | Репрезентација   | Ут | П | Нер | И | ГД | ГП | ГР  | Бод |
| -- | ---------------- | -- | - | --- | - | -- | -- | --- | --- |
| 1. | Совјетски Савез  | 7  | 7 | 0   | 0 | 51 | 13 | +38 | 14  |
| 2. | Чехословачка     | 7  | 6 | 0   | 1 | 43 | 10 | +33 | 12  |
| 3. | Шведска          | 7  | 4 | 1   | 2 | 33 | 17 | +16 | 9   |
| 4. | Канада           | 7  | 4 | 0   | 3 | 28 | 21 | +7  | 8   |
| 5. | Источна Немачка  | 7  | 3 | 0   | 4 | 18 | 33 | -15 | 6   |
| 6. | Сједињене Државе | 7  | 2 | 0   | 5 | 22 | 44 | -22 | 4   |
| 7. | Финска           | 7  | 1 | 1   | 5 | 14 | 27 | -13 | 3   |
| 8. | Норвешка         | 7  | 0 | 0   | 7 | 12 | 56 | -44 | 0   |

| 4. март 1965.  | Тампере | Чехословачка     | 5 : 1  | Источна Немачка  | 1:0, 2:1, 2:0 |
| 4. март 1965.  | Тампере | Шведска          | 5 : 2  | Сједињене Државе | 2:1, 2:0, 1:1 |
| 4. март 1965.  | Тампере | Финска           | 4 : 8  | Совјетски Савез  | 0:3, 2:1, 2:4 |
|                |         |                  |        |                  |               |
| 5. март 1965.  | Тампере | Совјетски Савез  | 14 : 2 | Норвешка         | 5:0, 4:1, 5:1 |
| 5. март 1965.  | Тампере | Источна Немачка  | 1 : 5  | Шведска          | 1:2, 0:1, 0:2 |
| 5. март 1965.  | Тампере | Финска           | 0 : 4  | Канада           | 0:1, 0:1, 0:2 |
|                |         |                  |        |                  |               |
| 6. март 1965.  | Тампере | Канада           | 6 : 0  | Норвешка         | 3:0, 1:0, 2:0 |
| 6. март 1965.  | Тампере | Чехословачка     | 12 : 0 | Сједињене Државе | 2:0, 4:0, 6:0 |
|                |         |                  |        |                  |               |
| 7. март 1965.  | Тампере | Источна Немачка  | 0 : 8  | Совјетски Савез  | 0:4, 0:1, 0:3 |
| 7. март 1965.  | Тампере | Финска           | 2 : 2  | Шведска          | 1:0, 0:1, 1:1 |
|                |         |                  |        |                  |               |
| 8. март 1965.  | Тампере | Чехословачка     | 9 : 2  | Норвешка         | 4:2, 4:0, 1:0 |
| 8. март 1965.  | Тампере | Канада           | 5 : 2  | Сједињене Државе | 0:0, 2:0, 3:2 |
|                |         |                  |        |                  |               |
| 9. март 1965.  | Тампере | Источна Немачка  | 7 : 4  | Сједињене Државе | 2:2, 3:1, 2:1 |
| 9. март 1965.  | Тампере | Финска           | 4 : 1  | Норвешка         | 2:0, 1:0, 1:1 |
|                |         |                  |        |                  |               |
| 10. март 1965. | Тампере | Канада           | 8 : 1  | Источна Немачка  | 4:0, 2:1, 2:0 |
| 10. март 1965. | Тампере | Шведска          | 3 : 5  | Совјетски Савез  | 2:0, 0:2, 1:3 |
| 10. март 1965. | Тампере | Финска           | 2 : 5  | Чехословачка     | 1:1, 0:2, 1:2 |
|                |         |                  |        |                  |               |
| 11. март 1965. | Тампере | Шведска          | 10 : 0 | Норвешка         | 1:0, 6:0, 3:0 |
| 11. март 1965. | Тампере | Сједињене Државе | 2 : 9  | Совјетски Савез  | 0:2, 0:5, 2:2 |
| 11. март 1965. | Тампере | Канада           | 0 : 8  | Чехословачка     | 0:1, 0:2, 0:5 |
|                |         |                  |        |                  |               |
| 12. март 1965. | Тампере | Источна Немачка  | 5 : 1  | Норвешка         | 3:1, 2:0, 0:0 |
| 12. март 1965. | Тампере | Финска           | 0 : 4  | Сједињене Државе | 0:0, 0:1, 0:3 |
|                |         |                  |        |                  |               |
| 13. март 1965. | Тампере | Канада           | 4 : 6  | Шведска          | :, :          |
| 13. март 1965. | Тампере | Чехословачка     | 1 : 3  | Совјетски Савез  | 0:2, 0:0, 1:1 |
| 13. март 1965. | Тампере | Финска           | 2 : 3  | Источна Немачка  | 2:2, 0:0, 0:1 |
|                |         |                  |        |                  |               |
| 14. март 1965. | Тампере | Сједињене Државе | 8 : 6  | Норвешка         | 4:1, 0:2, 4:3 |
| 14. март 1965. | Тампере | Чехословачка     | 3 : 2  | Шведска          | 3:1, 0:1, 0:0 |
| 14. март 1965. | Тампере | Канада           | 1 : 4  | Совјетски Савез  | :, :          |

## Резултати групе Б
| №   | Репрезентација   | Ут | П | Нер | И | ГД | ГП | ГР  | Бод |
| --- | ---------------- | -- | - | --- | - | -- | -- | --- | --- |
| 9.  | Пољска           | 6  | 5 | 1   | 0 | 35 | 15 | +20 | 11  |
| 10. | Швајцарска       | 6  | 4 | 1   | 1 | 27 | 15 | +12 | 9   |
| 11. | Западна Немачка  | 6  | 3 | 2   | 1 | 30 | 20 | +10 | 8   |
| 12. | Мађарска         | 6  | 2 | 1   | 3 | 19 | 24 | -5  | 5   |
| 13. | Аустрија         | 6  | 2 | 0   | 4 | 21 | 28 | -7  | 4   |
| 14. | Велика Британија | 6  | 1 | 1   | 4 | 24 | 41 | -17 | 3   |
| 15. | Југославија      | 6  | 0 | 2   | 4 | 16 | 29 | -13 | 2   |

| 4. март 1965.  | Турку | Швајцарска       | 7 : 3  | Аустрија         | 3:0, 2:0, 2:3 |
| 4. март 1965.  | Турку | Пољска           | 9 : 5  | Мађарска         | 4:0, 4:3, 1:2 |
| 4. март 1965.  | Раума | Југославија      | 5 : 5  | Велика Британија | 1:1, 2:1, 2:3 |
|                |       |                  |        |                  |               |
| 5. март 1965.  | Турку | Пољска           | 5 : 3  | Аустрија         | 2:0, 0:1, 3:2 |
| 5. март 1965.  | Раума | Југославија      | 2 : 8  | Западна Немачка  | 1:1, 0:2, 1:5 |
|                |       |                  |        |                  |               |
| 6. март 1965.  | Турку | Швајцарска       | 3 : 1  | Мађарска         | 0:0, 2:1, 1:0 |
| 6. март 1965.  | Раума | Велика Британија | 4 : 12 | Западна Немачка  | 1:3, 3:4, 0:5 |
|                |       |                  |        |                  |               |
| 7. март 1965.  | Турку | Велика Британија | 4 : 5  | Аустрија         | 1:2, 1:1, 2:2 |
| 7. март 1965.  | Турку | Швајцарска       | 1 : 3  | Пољска           | 1:1, 0:1, 0:1 |
| 7. март 1965.  | Раума | Југославија      | 0 : 3  | Мађарска         | 0:2, 0:0, 0:1 |
|                |       |                  |        |                  |               |
| 8. март 1965.  | Пори  | Аустрија         | 1 : 2  | Западна Немачка  | 0:0, 0:1, 1:1 |
|                |       |                  |        |                  |               |
| 9. март 1965.  | Пори  | Швајцарска       | 3 : 3  | Југославија      | 0:0, 2:1, 1:2 |
| 9. март 1965.  | Пори  | Мађарска         | 4 : 4  | Западна Немачка  | 2:0, 2:1, 0:3 |
| 9. март 1965.  | Раума | Пољска           | 11 : 2 | Велика Британија | 5:1, 4:0, 2:1 |
|                |       |                  |        |                  |               |
| 10. март 1965. | Пори  | Југославија      | 5 : 6  | Аустрија         | 2:2, 1:1, 2:3 |
|                |       |                  |        |                  |               |
| 11. март 1965. | Пори  | Аустрија         | 3 : 5  | Мађарска         | 2:1, 0:0, 1:4 |
| 11. март 1965. | Пори  | Пољска           | 3 : 3  | Западна Немачка  | 1:0, 1:2, 1:1 |
| 11. март 1965. | Раума | Швајцарска       | 7 : 4  | Велика Британија | 0:3, 4:0, 3:1 |
|                |       |                  |        |                  |               |
| 12. март 1965. | Пори  | Пољска           | 4 : 1  | Југославија      | 1:1, 0:0, 3:0 |
| 12. март 1965. | Пори  | Швајцарска       | 6 : 1  | Западна Немачка  | 2:1, 2:0, 2:0 |
| 12. март 1965. | Раума | Велика Британија | 5 : 1  | Мађарска         | 3:0, 1:0, 1:1 |

## Коначан пласман и признања

### Коначан пласман
Коначан пласман на олимпијском турниру, на светском и европском првенству 1965. био је следећи:
| СП  | ЕП  | Репрезентација   |
|     |     | Совјетски Савез  |
| 2   | 2   | Чехословачка     |
| 3   | 3   | Шведска          |
| 04. | —   | Канада           |
| 05. | 04. | Источна Немачка  |
| 06. | —   | Сједињене Државе |
| 07. | 05. | Финска           |
| 08. | 06. | Норвешка         |
| 09. | 07. | Пољска           |
| 10. | 08. | Швајцарска       |
| 11. | 09. | Западна Немачка  |
| 12. | 10. | Мађарска         |
| 13. | 11. | Аустрија         |
| 14. | 12. | Велика Британија |
| 15. | 13. | Југославија      |

### Најбољи играчи турнира
Најбољи играчи турнира на основу одлуке директората су
- Најбољи голман:  Владимир Дзурила
- Најбољи одбрамбени играч:  Франтишек Тикал
- Најбољи нападач:  Вјачеслав Старшинов

Идеална постава првенства по избору новинара
- Голман:  Владимир Дзурила
- Одбрана:  Александар Рагулин,  Франтишек Тикал
- Напад:  Александар Алметов,  Јарослав Јиржик,  Константин Локтев

## Састави освајача медаља
|                 | Злато | Сребро | Бронза |  |  |  |
|                 | | | |  |  |  |
| Освајачи медаља | Совјетски Савез Виктор Коноваленко · Виктор Зингер · Виктор Кузкин · Виталиј Давидов · Александар Рагулин · Едуард Иванов · Владимир Брежњев · Константин Локтев · Александар Аљметов · Венијамин Александров · Борис Мајоров · Вјачеслав Старшинов · Анатолиј Јонов · Леонид Волков · Виктор Јакушев · Анатолиј Фирсов · Јуриј Волков · Селектори: · Аркадиј Чернишов · Анатолиј Тарасов | Чехословачка Владимир Дзурила · Владимир Надрхал · Рудолф Потсх · Франтишек Тикал · Јозеф Чапла · Јан Сухи · Јаромир Мајхнер · Станислав Прил · Вацлав Недомански · Јосеф Черни · Франтишек Шевчик · Јозеф Голонка · Јарослав Јиржик · Јан Клапач · Јарослав Холик · Јиржи Холик · Здењек Кепак · Селектори: · Владимир Боузек · Владимир Костка | Шведска Леиф Холмквист · Ћел Свенсон · Јерт Бломе · Нилс Јохансон · Ејлерт Мете · Берт Ола Нордландер · Роланд Столц · Ленарт Сведберг · Андерс Андерсон · Торд Лундстрем · Ларс Ерик Лундвал · Роналд Петерсон · Нилс Нилсон · Ларс Оке Сивертсон · Свен Тумба · Хокан Викберг · Карл Јеран Еберг · Уно ЕрлундСелектор: · Арне Стремберг |  |  |  |